# La Laguna, Papantla
La Laguna är en ort i Mexiko.   Den ligger i kommunen Papantla och delstaten Veracruz, i den sydöstra delen av landet, 210 km nordost om huvudstaden Mexico City. La Laguna ligger 107 meter över havet och antalet invånare är 668.
Terrängen runt La Laguna är huvudsakligen platt, men österut är den kuperad. Runt La Laguna är det ganska tätbefolkat, med 72 invånare per kvadratkilometer. Närmaste större samhälle är Poza Rica de Hidalgo, 10,2 km norr om La Laguna. Omgivningarna runt La Laguna är en mosaik av jordbruksmark och naturlig växtlighet.